# Jean-Paul Virapoullé
Pour les articles homonymes, voir Virapoullé.
Jean-Paul Virapoullé, né le 15 mars 1944 à Bras-Panon (La Réunion), est un homme politique français.
Successivement membre de l’UDF, de l’UMP puis de l’UDI, il est maire de Saint-André de 1972 à 2008 et de 2014 à 2020. Il exerce également les mandats de député et de sénateur entre 1986 et 2011.

## Situation personnelle
Né le 15 mars 1944 à Bras-Panon, il est le frère de Louis Virapoullé, qui est sénateur de 1974 à 1992,.
Après des études au lycée Leconte-de-Lisle à Saint-Denis de La Réunion, à Aix-en-Provence puis à Paris, Jean-Paul Virapoullé est conseiller en gestion agricole à la chambre d'agriculture de La Réunion jusqu'en 1983,.
Parallèlement, il acquiert des plantations de canne à sucre et s'installe comme agriculteur à Saint-André. Il est secrétaire général de la Fédération départementale des syndicats d'exploitants agricoles (FDSEA) de 1970 à 1986.
Jean-Paul Virapoullé est marié et père de deux fils, Jean-Marie (né en 1969) et Laurent (né en 1974).

## Parcours politique

### Débuts
Militant à l’Union des jeunes gaullistes, il est élu en 1969, à l’âge de 25 ans, conseiller général de La Réunion dans le canton de Saint-André-2. Il entre la même année au conseil municipal de Saint-André en tant que premier adjoint, puis devient maire de la commune en 1972. Réélu en 1977, Jean-Paul Virapoullé est candidat en 45e position sur la liste « Union pour la France en Europe » conduite par Simone Veil lors des élections européennes de 1979,.
Membre du conseil régional de La Réunion dès la création de l'institution en février 1983, il remporte les élections municipales de la même année contre Laurent Vergès avec 47 voix d'avance. Le scrutin est annulé et il se fait réélire en mars 1984.
Il est également premier vice-président du conseil général de La Réunion de 1985 à 1988, au côté d’Auguste Legros. 

### Parlementaire
Élu député de La Réunion en 1986 sur la liste conduite par Michel Debré, il est réélu dans la 5e circonscription de La Réunion en 1988 et 1993. Porte-parole du groupe UDF pour les DOM-TOM et secrétaire de l’Assemblée nationale, il est membre du bureau du groupe UDFC à partir de 1995. Il est battu aux élections législatives de 1997 par Claude Hoarau,.
À la tête de son propre mouvement politique local, La Relève, il est élu sénateur en 2001 avec le soutien de l’UDF,, et rejoint le groupe UMP. Secrétaire du Sénat, il est membre de la commission des Lois constitutionnelles, de législation, du suffrage universel, du Règlement et d'administration générale et du groupe d'études sur les médias et les nouvelles technologies.
Il s’illustre notamment par les deux grands combats d'envergure régionale qu'il a menés et remportés face son « adversaire » de toujours, Paul Vergès, à savoir le combat contre l'autonomie et celui contre la bidépartementalisation (Coup’ pa nou), renforcés par l'amendement Virapoullé qu'il fait voter en 2003, avec le soutien de Jacques Chirac.
Candidat lors des élections sénatoriales de 2011 à La Réunion, alors que l’UMP a investi Michel Fontaine, il annonce se mettre « en congé » du parti pour mener sa campagne. Sa liste termine en quatrième position avec 13,5 % des voix, ce qui ne lui permet pas de conserver son siège au Sénat.

### Élu de Saint-André
Jean-Paul Virapoullé est réélu maire de Saint-André à la suite des élections municipales de 1995. Son élection ayant de nouveau été annulée par le Conseil d’État, il est réélu en décembre 1996 à l’issue d’une élection municipale partielle lors de laquelle sa liste obtient 58,9 % des suffrages face à Claude Hoarau.
Lors des élections cantonales de 1998, Jean-Paul Virapoullé est réélu conseiller général dans le canton de Saint-André-3 et premier vice-président de l’assemblée départementale, fonctions qu’il occupe jusqu’à sa démission, pour cause de cumul des mandats, en décembre 2001. Son fils aîné, Jean-Marie Virapoullé, remporte l’élection cantonale partielle du 3 mars 2002 et lui succède au conseil général de La Réunion.
Réélu maire en 2001, il perd la mairie à l'issue des élections municipales de 2008, sa liste ayant été devancée au second tour (41,7 %) par celle du PCR conduite par Éric Fruteau (58,3 %). Son fils Jean-Marie perd le même jour son mandat de conseiller général.
Il se représente à Saint-André lors des élections municipales de 2014 et est à nouveau élu maire par le conseil municipal à l’issue du second tour, après que sa liste a frôlé de neuf voix une victoire au premier tour,. Il devient dans la foulée président de la communauté intercommunale Réunion Est (CIREST).
En 2017, il est élu à la présidence du conseil de surveillance du centre hospitalier universitaire de La Réunion (CHU) pour un mandat de cinq ans.
Il annonce en juin 2018 qu’il ne se représentera pas à la fonction de maire de Saint-André à l’issue des élections municipales de 2020, après près de 42 années passées comme premier magistrat de la commune (avec un interlude de 2008 à 2014 à la suite de sa défaite aux élections municipales). Il figure toutefois en troisième position sur la liste de son fils Jean-Marie pour ces élections, qui est battue par celle conduite par Joé Bédier,.
Le 18 novembre 2021, la Cour d'appel de Saint-Denis condamne Jean-Paul Virapoullé à 18 mois de prison avec sursis, 50 000 euros d'amende et 10 ans d'inéligibilité pour prise illégale d'intérêts dans le cadre de la vente, en 2019, d'un terrain à Saint-André appartenant à un cousin éloigné. Dans un arrêté publié le 8 décembre, le préfet de La Réunion le déclare démissionnaire d'office de ses mandats de conseiller municipal de Saint-André et de conseiller communautaire de la CIREST, qu'il occupait depuis 2020.

### Conseiller régional
La liste qu’il conduit lors des élections régionales de 1998 obtient 15 % des suffrages exprimés et neuf élus au conseil régional de La Réunion. Candidat à la présidence du conseil régional, il est battu par 20 voix contre 24 pour Paul Vergès (PCR). Il démissionne l’année suivante afin de rester maire et vice-président du département.
Sur fond de division à droite, il se porte candidat aux élections régionales de 2010. Sa liste recueille 6,7 % des voix et ne parvient pas à se qualifier pour le second tour.
Réélu conseiller régional en 2015 sur la liste du président sortant Didier Robert, il devient 3e vice-président du conseil régional de La Réunion, délégué à l’expérimentation, aux affaires européennes et institutionnelles, et au nouveau modèle de développement économique de l’île. Il est démis de cette fonction en décembre 2017, en raison de son soutien à Cyrille Melchior pour l’élection du président du conseil départemental de La Réunion,. Il est ensuite conseiller régional délégué à la réforme constitutionnelle, à la santé, au port de Bois-Rouge et à l’antenne des régions ultrapériphériques (RUP) jusqu’à la fin du mandat, en 2021.

## Détail des mandats et fonctions

### Au Sénat
- 1er octobre 2001 – 30 septembre 2011 : sénateur de La Réunion.
- 12 novembre 2008 – 30 septembre 2011 : secrétaire du Sénat.

### À l’Assemblée nationale
| Année | %        | %       | Issue |
| Année | 1er tour | 2d tour | Issue |
| ----- | -------- | ------- | ----- |
| 1988  | 39,2     | 53,5    | Élu   |
| 1993  | 42,6     | 51,5    | Élu   |
| 1997  | 46,7     | 46,6    | Battu |

- 2 avril 1986 – 14 mai 1988 : député de La Réunion.
- 4 avril 1986 – 14 mai 1988 : secrétaire de l’Assemblée nationale.
- 23 juin 1988 – 21 avril 1997 : député de la 5e circonscription de La Réunion.

### Au niveau local
- 22 décembre 1969 – 2 octobre 1988 : conseiller général de La Réunion (élu dans le canton de Saint-André-2).
- 17 juillet 1972 – 22 mars 2008 : maire de Saint-André.
- 25 février 1983 – 24 juin 1999 : conseiller régional de La Réunion.
- 22 mars 1985 – 2 octobre 1988 : premier vice-président du conseil général de La Réunion.
- 30 mars 1998 – 10 décembre 2001 : conseiller général de La Réunion (élu dans le canton de Saint-André-3).
- 30 mars 1998 – 10 décembre 2001 : premier vice-président du conseil général de La Réunion.
- 5 avril 2014 – 4 juillet 2020 : maire de Saint-André.
- 12 avril 2014 – 11 juillet 2020 : président de la communauté intercommunale Réunion Est.
- 18 décembre 2015 – 27 juin 2021 : conseiller régional de La Réunion.
- 18 décembre 2015 – 19 décembre 2017 : troisième vice-président du conseil régional de La Réunion.

### Autres
- 12 avril 2017 – 29 septembre 2021 : président du conseil de surveillance du centre hospitalier universitaire de La Réunion.